# Rodné jméno
Rodné jméno (běžně též křestní jméno) je u národů, které uplatňují vícejmennou antroponymickou soustavu, nedědičné osobní jméno, které spolu s děděným příjmením tvoří povinné oficiální dvoučlenné (popř. vícečlenné) osobní jméno, sloužící k občanskoprávní identifikaci každého jedince.
V minulosti plnilo a u mnoha lidí dodnes plní funkci rodného jména zpravidla křestní jméno, jeho udělením při křtu se dítěti zároveň vybíral křestní patron, tedy světec, podle nějž dítě bylo pojmenováno. Proto také někteří lidé se jménem, které neslo více světců, rozlišovali nebo rozlišují, podle kterého z nich jsou pojmenováni, a podle toho také slaví příslušný svátek a mnohdy toto rozlišení uvádějí společně se jménem (např. Jan mohl být podle Jana Křtitele, Jana Nepomuckého nebo Jana Evangelisty, František podle Františka Saleského nebo Františka z Assisi, Štěpán podle Štěpána prvomučedníka nebo Štěpána Uherského atd.). Z této funkce vyplýval i zvyk dávat lidem více křestních jmen najednou (získali tím více patronů), přičemž lidé s více křestními jmény mnohdy v běžném životě používají jen jedno z nich.
Výběr rodného jména obvykle podléhá určitým zákonem upraveným konvencím a pravidlům pro pojmenování osoby. Tato pravidla se v různých zemích liší. Jméno zpravidla pro dítě vybírají rodiče. V minulosti dítě často dostávalo takové jméno, které připadalo na den, kdy se narodilo. I rodná jména podléhají módě, a proto se v čase mění podíl jednotlivých rodných jmen v populaci. Jména, která byla v minulosti velmi populární a častá, se dnes moc nepoužívají a naopak, vrací se zpět jména, která byla v minulosti téměř zapomenutá. Podle psychologa Johna Hoylanda jméno ovlivňuje povolání, kterému se bude osoba věnovat, nicméně přímý vztah mezi jménem osoby a povoláním osoby není doložitelný.
Podle gramatického i přirozeného rodu rozlišujeme rodná jména na: mužská (Jan, Ivo), ženská (Hana, Ester) a neutrální (Alex, Elliot, Gabriel, Jasmin, Jindra, Kristen, Max, Nikola, Paris, René, Simon, Viki, Wendy).

## Funkce
Jméno slouží na rozlišení jednotlivých členů rodiny se společným příjmením. Někdy bývá zvykem nazývat syna po otci (patronymum) a dceru po matce (matronymum). V takovém případě se pak pro rozlišení osob používá ještě navíc doplnění malý, malá, velký, velká, starší, mladší, junior (jen u mužů), senior (jen u mužů) apod.
Člověk může mít i více rodných jmen. V takovém případě ale bývá v běžném styku oslovován pouze jedním z nich.

## Druhé rodné jméno
V Česku si může jednoduchým administrativním krokem každý občan nechat zapsat do matriky a tím i do rodného listu druhé rodné jméno podle vlastní volby. Stačí navštívit svoji rodnou matriku, být plnoletý (u dětí provádí rodiče) s původním rodným listem a občanským průkazem. Úkon je osvobozen od poplatku. Na tuto změnu je právní nárok.
Následná změna rodného jména již tak jednoduchá není a není na ni právní nárok. Po zápisu druhého rodného jména je nutné změnit všechny příslušné doklady jako občanský průkaz a pas.

### Patronymum
Funkci druhého jména mohou mít i jiná, než rodná jména. Ve východoslovanských zemích, např. v Rusku, se za křestní jméno vkládá křestní jméno otce s příponou -ovič (-evič po měkkých hláskách), ukrajinsky -ovyč (např. Lev Nikolajevič Tolstoj, syn Nikolaje Iljiče Tolstého), resp. u žen s příponou -ovna (-evna), ukrajinsky -ivna (např. Julia Volodymyrivna Tymošenko); jedná se o jméno po otci, otčestvo neboli patronymum.

## Pořadí jmen
Ve většině států stojí jméno na prvním místě, tj. před příjmením. Opačné pořadí je v Maďarsku a ve většině východoasijských zemí (Čína, Japonsko, Korea,...), kde se uvádí nejprve příjmení a až poté jméno (např. Széchenyi István, Pan Ki-mun, Kim Čong-un,...), nebo na Madagaskaru, kde se uvádí nejprve ekvivalent příjmení v kapitálkách a pak teprve křestní jméno (např. RAJOELINA Andry Nirina).
Výjimku ovšem tvoří různé jmenné seznamy (např. telefonní), rejstříky, kartotéky (u lékaře) apod., kde z důvodu abecedního řazení je uváděno nejdříve příjmení, po něm rodné jméno a po něm případná další jména.

## Původ a vývoj jmen
Jména ve své prapůvodní podobě byla složena ze skutečných slov jazyka a byla v podstatě prohlášením vyjadřující vlastnosti nositele, významný nositelův čin, nebo byla spojena s duchovními a náboženskými přesvědčeními a tradicemi dané kultury a v případě náčelníků/knížat dokonce i obdobu „politického programu“ (např. jméno Vladislav, vzniklé spojením slov pro „vládu“ a „slávu“, říkalo, že nositel chce „svou vládou se proslavit“). V mnoha kulturách v jejich raném stádiu byla tedy jména svou podobou i funkcí podobná jménům severoamerických indiánů.
Postupným vývojem se z takřka neomezených možností pojmenování ustálil určitý soubor používaných jmen (který se samozřejmě mohl v čase rozšiřovat či zužovat, jak se některá jména stávala nepoužívanými a znovu objevovanými), kdy tato jména nebyla jen popisná prohlášení, ale skutečně již jmény, třebaže si lidé byli stále vědomi jejich původního významu a nechávali se tím ovlivňovat při jejich udělování. Dalším vývojem se původní význam jmen dostává stále více do pozadí. Je to dáno jak vývojem jazyka, tak i vývojem výslovnosti jmen samotných, který se ovšem lišil od toho, jakým prošla slova, z nichž bylo kdysi jméno sestaveno. Tímto způsobem se, například, ze staroslovanského jména „Vetjeslav“ stal „Václav“, zatímco ze slov „vetje“ a „slav“ se stalo „více“ a „sláva“. Jen málokdo si je díky tomu v současnosti vědom původního významu jména; „Víceslávy“.
Takto složena jsou samozřejmě nejen slovanská jména, ale třeba i germánská jména (např. Adalbert (adal/ušlechtilý, berath/jasný), Adolf (adal/ušlechtilý, olf/vlk), Arnulf (arn/orel, ulf/vlk), Arnold (arn/orel, old/starý), Bernhard (bero/medvěd, hart/tvrdý), Friedrich/Bedřich (fridu/mír, rihhi/vládce), Gottfried/Bohumír (gott/bůh, fridu/klid) , Heinrich/Jindřich (heim/domov, rihhi/vládce), Hermann (heri/vojsko, man/muž), atp.) jakož i jména z dalších jazykových skupin.
V průběhu středověku, kdy pro celou Evropu se stalo jednotícím kulturním prvkem křesťanství, se díky biblickým postavám a kultu světců začala rozšiřovat jména i za hranice svého jazykově-kulturního původu. Například jména Jiří a Jan, která jsou jedněmi z nejrozšířenějších jmen v České republice, nejsou slovanského, ale řeckého (Georgios) a hebrejského (Jochánán) původu. Takovéto šíření jmen jen více zatlačovalo do pozadí jejich původní význam, který v nedomácím prostředí jména nemohl být rozpoznán. Krom stále klesajícího vlivu původních významů jmen mělo používání cizích jmen s nerozpoznaným původním významem i další důsledek; vytlačovalo obecné povědomí o významech jmen.
V současnosti je jméno již jen jménem a takřka nikdo nepřemýšlí nad tím, že by mohlo být i něčím jiným, protože většina jmen již pochází z jiného jazyka a prostředí. Částečnou výjimku tvoří některá národní jména, která lze stále rozpoznat i po jejich významové stránce (např. Mojmír vzniklé složením slov „můj“ a „mír“), třebaže někdy chybně z důvodu rozdílného vývoje jmen a původních slov (např. Jaroslav, kde první část jména je odkazem nikoliv na „jaro“ ale na „jarost“ znamenající „bujnost“, „čilost“, „síla“). I v těchto případech je to ovšem vnímáno spíš jako kuriozita či zajímavost, která v běžném životě nehraje pražádnou roli.
Díky vývoji jmen a jejich mezijazykovému šíření, ke kterému v průběhu středověku za podpory církve a vládců docházelo, a následnému vymizení povědomí o jejich významech, jsme dnes svědky zajímavých vztahů, které mezi některými jmény jsou, případně vztahů mezi prostředím a nedomácím jménem.
Příkladem mohou posloužit jména Jan a Ivan. Obě pocházejí z hebrejského Jochánán. Toto jméno se v době raného křesťanství šířilo z latiny (jejíž abeceda byla ve středověku rozšířena o J) jako Joannés, odkud se v poněmčené podobě Johan dostalo k západním slovanům, kde vznikl Jan. K východním slovanům se však toto jméno propracovalo, s šířením pravoslaví, z řecké varianty Ioannés, z níž se stal Ivan. Ten k nám později dorazil z východu jako samostatné jméno. Podobný vztah lze nalézt i mezi jmény Natálie a Nataša. Obě vycházejí z původně latinského jména Natalia. První se po Evropě rozšířilo s románskou kulturou. Z latiny se však toto jméno také rozšířilo po Byzanci k východním slovanům, odkud se Nataša rozšířila po Evropě již jako samostatné jméno.
O to zajímavější je pak zjištění, že tak samozřejmé ruské ikony, jako Ivan (metafora pro ruského muže) a Nataša (metafora pro ruskou ženu), vůbec nejsou slovanského původu.
Popularita v udílení jména se dříve odvíjela od jmen světců či panovníků. V průběhu staletí různě kolísala. Cizí jména byla zavlékána například vojenskými přesuny legionářů (například Nataša). Ovšem i jinak dříve často užívaná jména se mohla stát nepopulární jako například jméno Adolf. Nyní je popularita jmen ovlivněna celebritami, které navíc udílejí výstřední jména.

### Příklady běžných českých jmen rozdělené podle původu
- Jména hebrejského původu: Abrahám, Adam, Alžběta, Anna, Daniel, David, Eliáš, Emanuel, Ester, Eva, Gabriel, Jáchym, Jakub, Jan, Jana, Josef, Marie, Michal, Tadeáš
- Jména řeckého původu: Alexandr, Alexej, Aleš, Barbora, Filip, Jiří, Kateřina, Lukáš, Markéta, Mikuláš, Ondřej, Petr, Řehoř, Štěpán, Tereza, Xenie
- Jména latinského původu: Anežka, Antonín, Augustin, Dominik, Julie, Klára, Konstantin, Kristýna, Lucie, Marcel, Marek, Martin, Pavel, Silvestr
- Jména germánského původu: Adéla, Adolf, Albert, Alfréd, Bernard, Edita, Erik, Hubert, Igor, Karel, Karolína, Ludvík, Oskar, Osvald, Nora, Norbert
- Jména keltského původu: Alan, Artur, Brigita, Kevin
- Jména slovanského původu: Boleslav, Božena, Jaroslav, Ludmila, Milada, Milan, Miroslav, Radek, Radim, Stanislav, Václav, Vladimír, Vladislav
  - Slovanské kalky jmen jiného původu: Bohumil (podle řeckého Theofil), Bohuslav (podle řeckého Timotheos), Božidar (podle řeckého Theodor)
  - Slovanská hypokoristika jmen jiného původu: Ivan, Lenka, Naďa, Soňa, Zdeněk
- Jména přejatá z jiných jazyků: Baltazar (z akkadštiny), Boris (z turkických jazyků) František (ze středověké italštiny), Irena (z mínójské krétštiny), Roxana (ze staré perštiny), Tomáš (z aramejštiny)

## Příklady zvláštních jmen
- Půlnoční bouře
- Brfxxccxxmnpcccclllmmnprxvclmnckssqlbb11116
- X Æ A-Xii - syn Elona Muska